# Gary Yershon
Gary Yershon (Londra, 2 novembre 1954) è un compositore britannico di colonne sonore cinematografiche.
Ha composto le colonne sonore di alcuni film di Mike Leigh, tra cui La felicità porta fortuna - Happy Go Lucky, Another Year, Turner (per cui ottenne una candidatura all'Oscar alla migliore colonna sonora), Peterloo e Hard Truths, e la sigla di apertura e di chiusura della serie animata televisiva per bambini James il gatto.